# Сан-Мигел-ду-Тапую

Сан-Мигел-ду-Тапую на карте штата.

Сан-Мигел-ду-Тапую (порт. São Miguel do Tapuio) — муниципалитет в Бразилии, входит в штат Пиауи. Составная часть мезорегиона Северо-центральная часть штата Пиауи. Входит в экономико-статистический микрорегион Кампу-Майор. Население составляет 18 134 человек на 2010 год. Занимает площадь 5207,016 км². Плотность населения — 3,48 чел./км².

## Демография
Согласно сведениям, собранным в ходе переписи 2010 г. Национальным институтом географии и статистики (IBGE), население муниципалитета составляет:
| Полное население                               | Полное население                               | Полное население                               | Полное население                               | 18 134 |
| ---------------------------------------------- | ---------------------------------------------- | ---------------------------------------------- | ---------------------------------------------- | ------ |
| в том числе:                                   | Городское население                            | 6675                                           | Процент городского населения, %                | 36,81  |
|                                                | Сельское население                             | 11 459                                         | Процент сельского населения, %                 | 63,19  |
|                                                | Мужское население                              | 9219                                           | Процент мужского населения, %                  | 50,84  |
|                                                | Женское население                              | 8915                                           | Процент женского населения, %                  | 49,16  |
| Плотность населения, чел/км²                   | Плотность населения, чел/км²                   | Плотность населения, чел/км²                   | Плотность населения, чел/км²                   | 3,48   |
| Население муниципалитета в % к населению штата | Население муниципалитета в % к населению штата | Население муниципалитета в % к населению штата | Население муниципалитета в % к населению штата | 0,58   |

По данным оценки 2016 года, население муниципалитета составляет 18 105 жителей.

## История
Город основан 25 марта 1934 года. 

## Статистика
- Валовой внутренний продукт на 2003 год составляет 26 209 786,00 реалов (данные: Бразильский институт географии и статистики).
- Валовой внутренний продукт на душу населения на 2003 год составляет 1387,94 реалов (данные: Бразильский институт географии и статистики).
- Индекс развития человеческого потенциала на 2000 год составляет 0,540 (данные: Программа развития ООН).

## География
Климат местности: тропическая полупустыня.

## Галерея

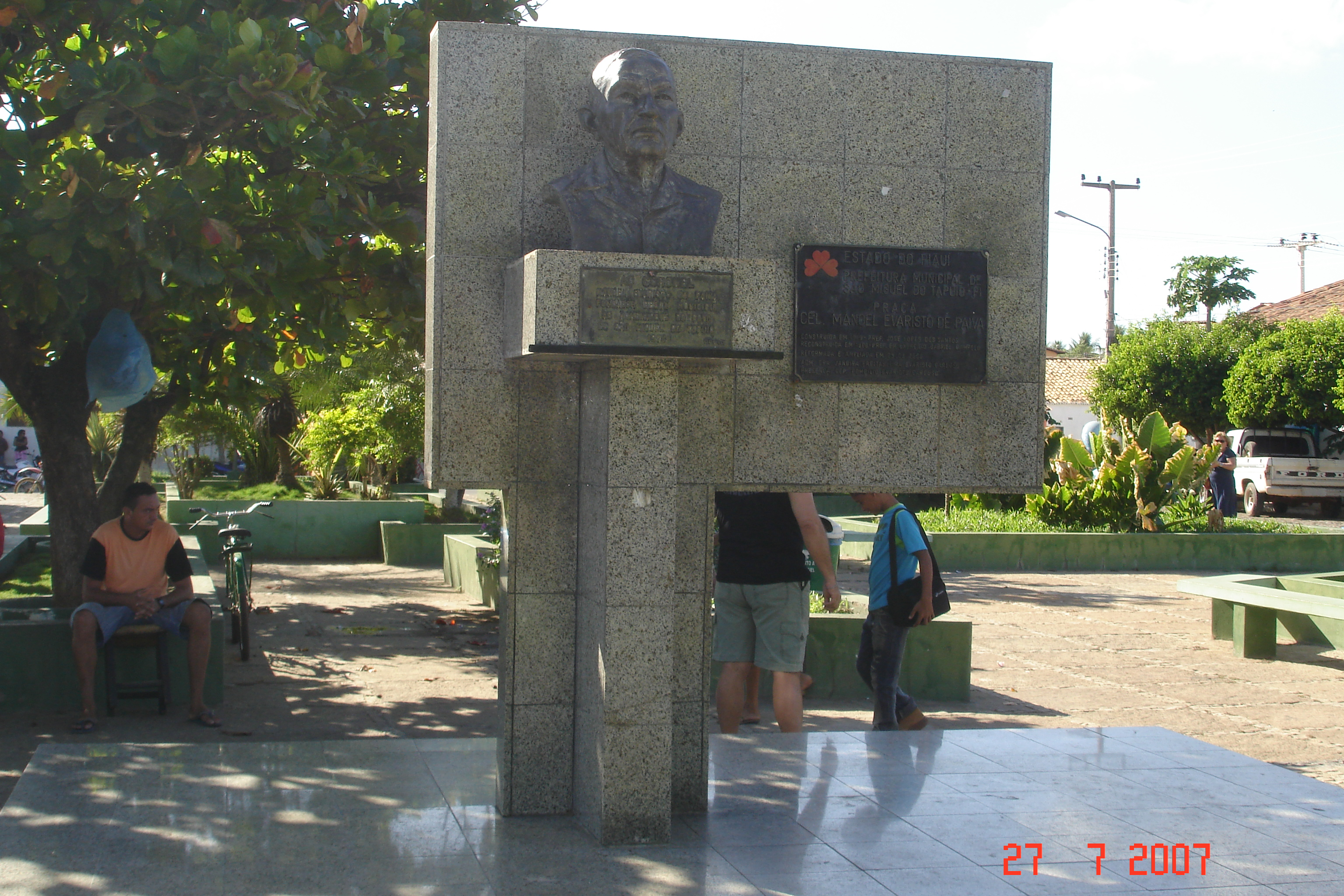
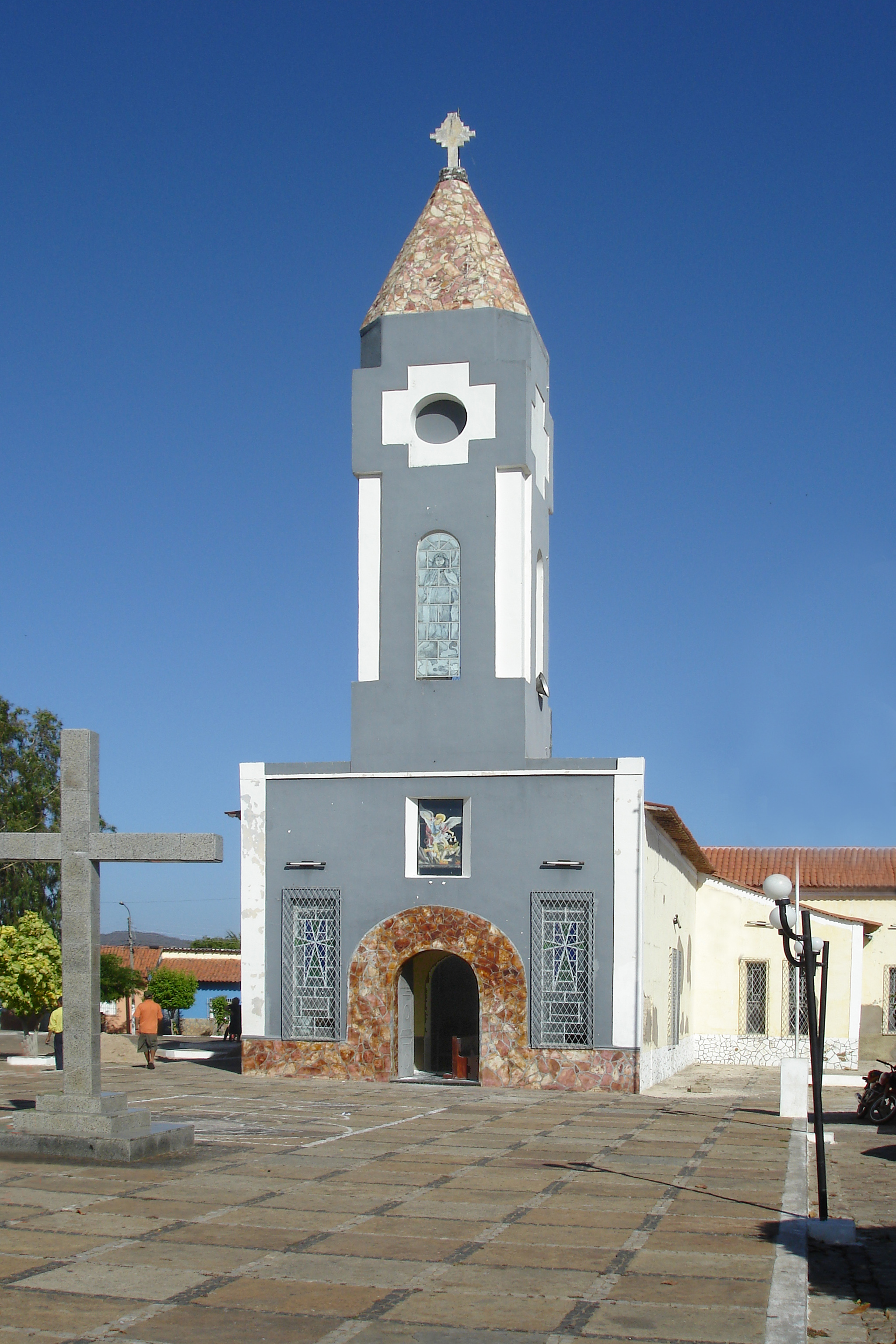
Собор
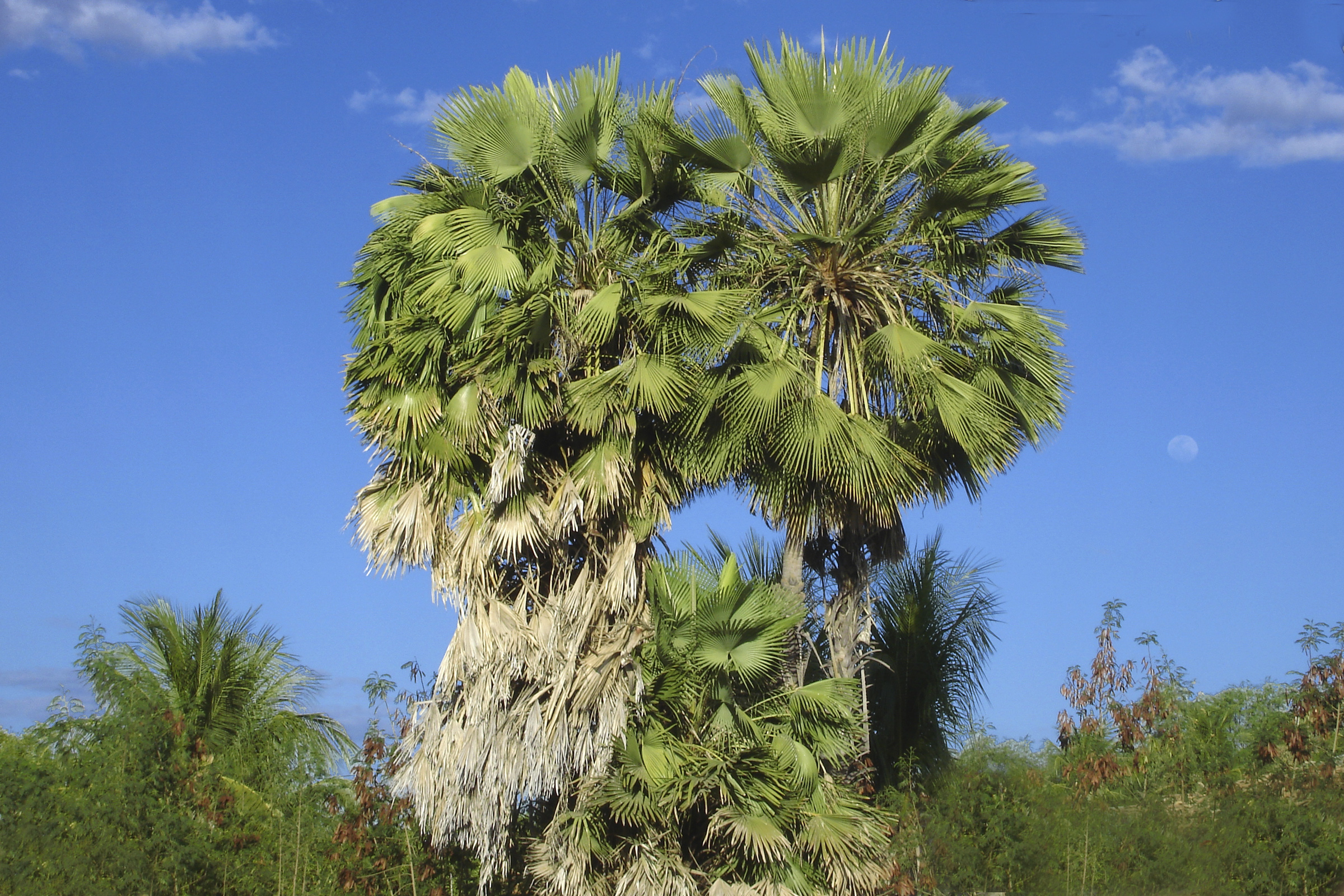
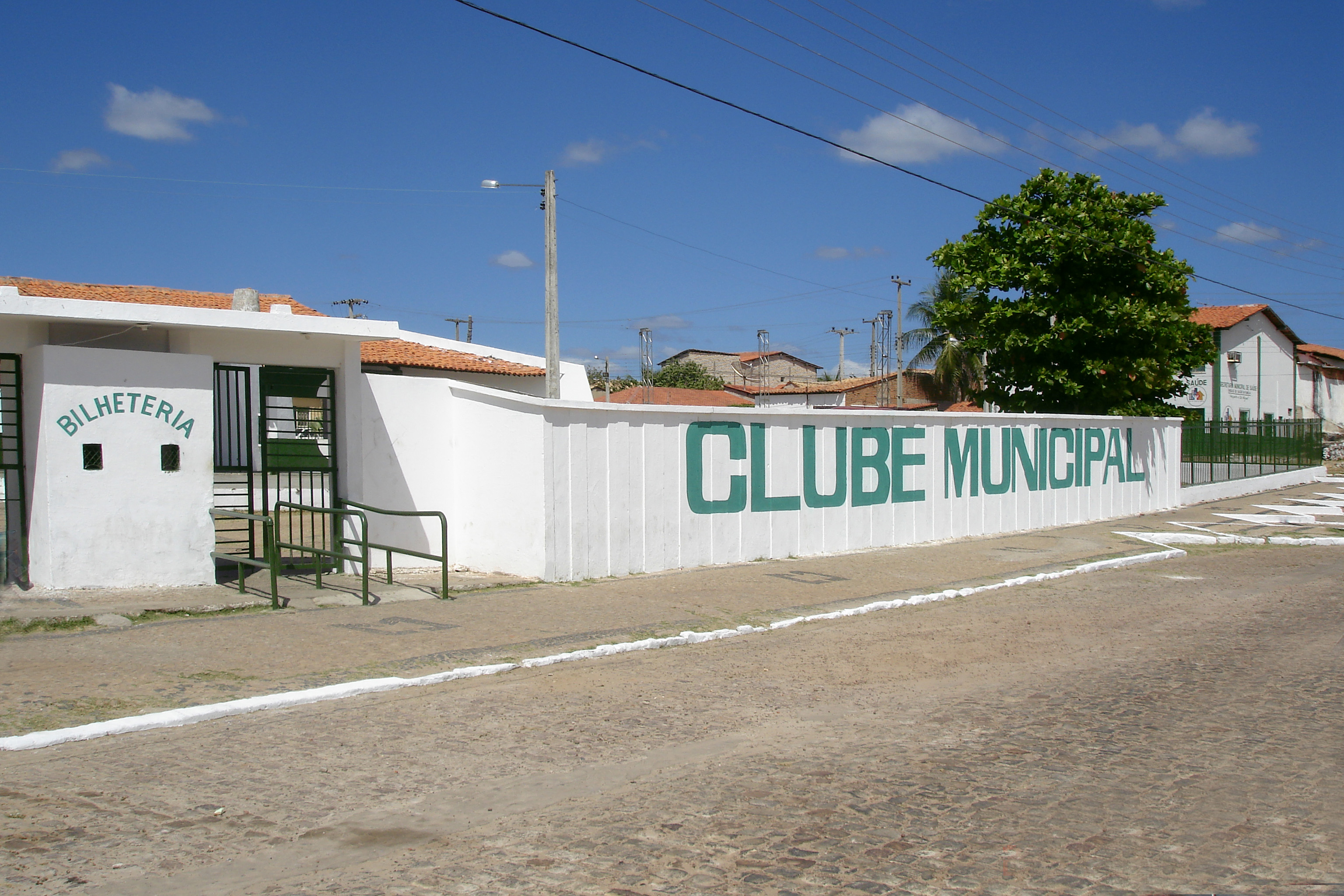